# Kimitoön
Kimitoön (en finés Kemiönsaari) es un municipio de Finlandia situado en la región de Finlandia Propia. El ayuntamiento está situado en el mar del Archipiélago y fue fundado en 2009 tras la fusión de los antiguos ayuntamientos de Dragsfjärd, Kimito y Västanfjärd. En 2018 su población era de 6 758 habitantes. La superficie del término municipal es de 2 800,99 km², de los que 2 114,04 son agua. El municipio tiene una densidad de población de 9,84 hab./km².
Limita con los municipios de Salo, Sauvo, Pargas, Hanko y Raseborg, estos dos últimos en la región de Uusimaa.
El ayuntamiento es bilingüe con mayoría de habla sueca y minoría finesa.